# Olla vaporera

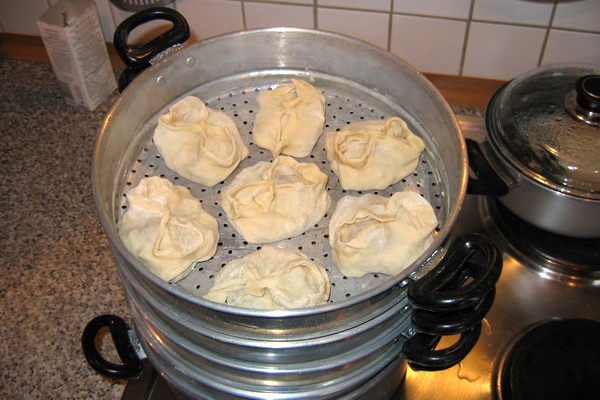
Mantı en una olla vaporera.

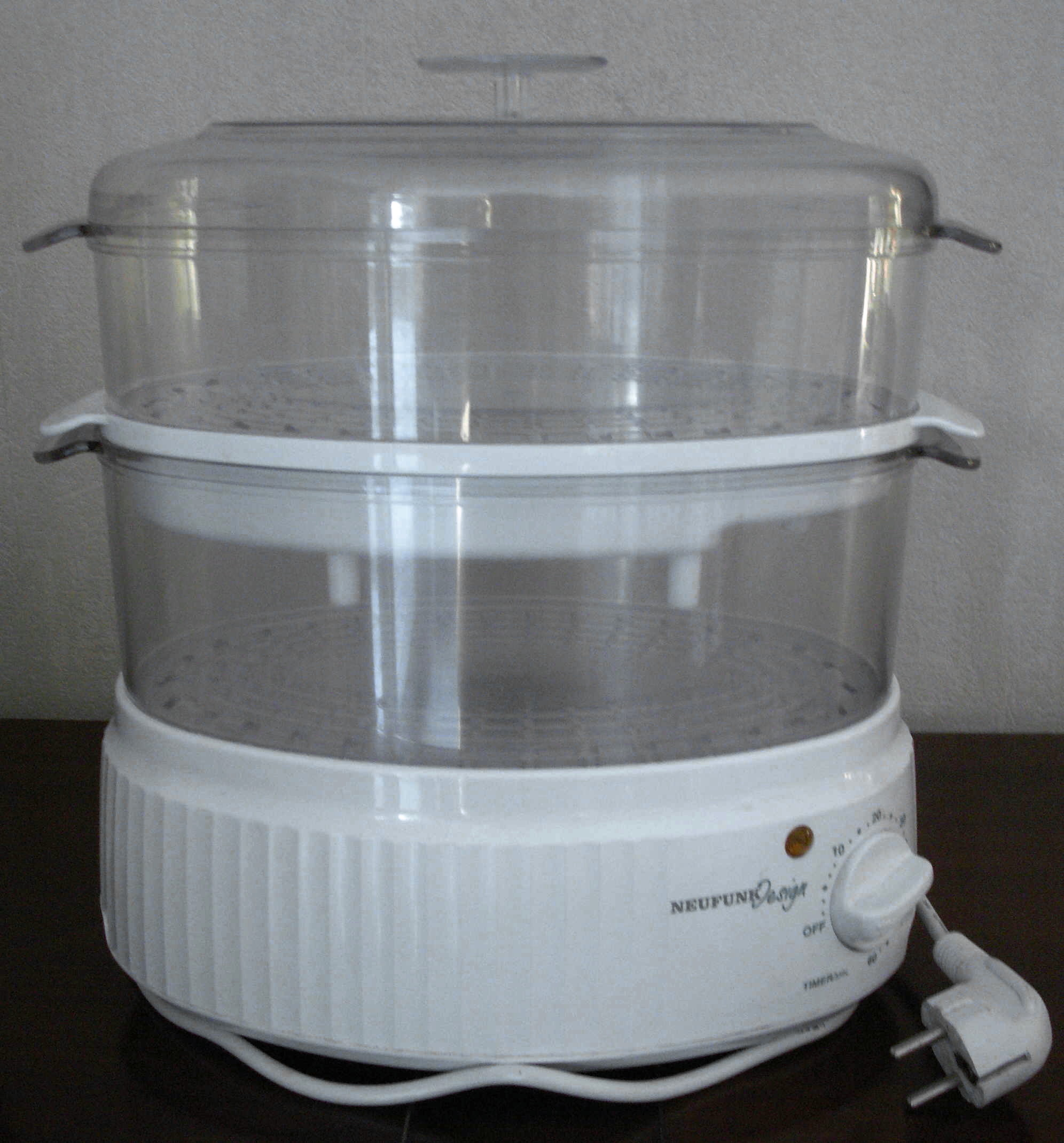
Una vaporeira eléctrica.

Una olla vaporera, también denominada olla a vapor y vaporiera (uso argentino), es un utensilio de cocina usado para preparar diversos platos en un recipiente cerrado que limita el escape de aires y líquidos por debajo de una presión predeterminada.

## Ventajas
La mayoría de las ollas vaporeras cuentan con una zona para captar los jugos, lo que permite que todos los nutrientes (parte de los cuales se pierden con el vapor) se conserven[cita requerida]. Cuando se usan otras técnicas culinarias (como la fritura), estos nutrientes también suelen perderse.
Debido a lo saludable de los platos que permite cocinar (al evitar el uso de aceites), las ollas vaporeras se usan ampliamente en dietas sanas, como la cuisine minceur, el crudivorismo, la dieta Okinawa, macrobiótica y la dieta CRON.
Las vaporeras liberan menos calor en la cocina, lo que ayuda a mantenerla fresca durante los veranos calurosos.